# Copyfraud
Copyfraud е фалшив авторски иск от лице или институция по отношение на съдържание, което е в обществено достояние. Такива твърдения са неправомерни, поне съгласно американското и австралийското законодателство за авторското право, тъй като материалът, който не е защитен с авторски права, е безплатен за всички, за да го използва, променя и възпроизвежда. Copyfraud включва също надхвърлящи претенции от издатели, музеи и други, тъй като легитимен притежател на авторски права съзнателно или с конструктивни познания претендира за права извън допустимите от закона.
Терминът е измислен от Джейсън Мацоне, професор по право в Университета на Илинойс. Тъй като фалшифицирането носи малък или никакъв надзор от властите и има малко правни последици, то съществува масово, като милиони произведения в публично достояние са фалшиво етикетирани като защитени с авторски права. Следователно плащанията се извършват ненужно от предприятия и
физически лица за лицензионни такси. Мацоне заявява, че измамата с копирането затруднява валидното възпроизвеждане на безплатен материал, обезкуражава иновациите и подкопава правата на свобода на словото. Други учени по право са предложили публични и частни средства за защита и са заведени няколко дела, свързани с измами с копиране.

## Определение
Мацоне описва copyfraud като:
- Претендиране на собственост върху авторски права върху материали от обществено достояние.[3]:с. 1038
- Налагане от собственик на авторски права на ограничения извън допустимото от закона.[3]:с. 1047
- Искане на собственост върху авторски права въз основа на собственост върху копия или архиви.[3]:с. 1052
- Прикачване на известия за авторски права към произведение от обществено достояние, преобразувано в различен носител.[3]:с. 1044 – 45

## Правни въпроси

### Фалшиви твърдения за авторски права
Според експертите по авторски права Джейсън Мацоне и Стивън Фишман, огромно количество произведения в обществено достояние се препечатват и продават от големи издатели, които заявяват или предполагат, че притежават авторски права върху тези произведения. Въпреки че продажбата на копия на произведения от обществено достояние е законна, претендирането или предполагането на собственост върху авторски права върху тези произведения може да представлява измама.
Мацоне отбелязва, че макар правителството на САЩ да защитава авторските права, то предлага малко защита на произведенията на обществено достояние .:с. 8 Следователно фалшивите претенции за авторски права върху произведения от обществено достояние.(copyfraud) са често срещани.:с. 8 Печалбите, спечелени от издатели, които фалшиво претендират за авторски права, са огромни. Раздел 506 (в) от Кодекс на САЩ (USC) Дял 17 забранява три отделни действия:
- поставяне на фалшиво уведомление за авторски права върху даден артикул;
- публично разпространение на статии, които носят невярно уведомление за авторски права;
- внос за публично разпространение на статии, които носят фалшиво уведомление за авторски права. Обвинението трябва да докаже, че твърдяното деяние е извършено „с измамно умисъл“. Нарушенията на раздели 506 (в) и 506 (г) се наказват с глоба до 2500 щатски долара. Не съществува частно право на иск по нито една от тези разпоредби. Никоя компания никога не е била преследвана за нарушаване на този закон.

Мацоне твърди, че фалшифицирането обикновено е успешно, тъй като има малко и слаби закони, криминализиращи неверни твърдения относно авторските права, слабо прилагане на такива закони, малко хора, които са компетентни да дават правни съвети относно статута на авторските права на материала и малко хора, готови да рискуват съдебно дело да се противопоставят на измамни лицензионни такси, изисквани от прекупвачите.

### Ограничаване на използването с лицензи
Компаниите, които продават материали публичното пространство под неверни твърдения за авторско право, често изискват от купувача да се съгласи на договор, който обикновено се нарича лиценз. Много такива лицензи за материали, закупени онлайн, изискват от купувача да кликне върху бутон, за да „приеме“ условията си, преди да има достъп до материала. Издателите на книги, както на хартиен носител, така и на електронни книги, понякога включват изявление, подобно на лиценз, в компилации от публично достояние материали с цел ограничаване на начина, по който купувачът може да използва печатания материал. Например, Dover Publications, която публикува колекции от клипчета на обществено достояние, често включва изявления, които претендират да ограничат начина, по който могат да се използват илюстрациите. Fishman заявява, че докато продавачът не може да съди успешно за нарушаване на авторските права съгласно федералния закон, той може да съди за нарушение на договора съгласно лиценза.
Снимки в публично пространство на Уокър Еванс и Доротея Ланге, достъпни за неограничено изтегляне от Библиотеката на Конгреса, също са достъпни от Getty Images, след като се съгласят с техните условия и заплатят лицензионни такси до 5000 долара за шестмесечен срок. Когато фотографът Карол М. Хайзмит съди от Getty Images за твърдението, че притежават авторски права върху снимки, които тя е дарила за обществено достояние, Гети призна, че нейните изображения са публично достояние, но заяви, че въпреки това има право да начисли такса за разпространение материала, тъй като „Разпространението и предоставянето на достъп до съдържание в обществено достояние е различно от утвърждаването на авторски права върху него“.
Фишман смята, че тъй като федералното законодателство на САЩ preempts щатски закон, когато то противоречи на федералния закон, че такова авторско право, подобни на лицензи трябва да са неприложими. Въпреки това, първите две дела, разглеждащи нарушения на такива лицензи, решават, че лицензите са изпълними, въпреки факта, че използваният материал е обществено достояние:
виж. ProCD, Inc. срещу Zeidenberg (1996) и Матю Бендер срещу Jurisline (2000).

## Видове материали

### Печатни произведения

#### Колекции
Колекция от обществено достояние материали, независимо дали са сканирани и дигитализирани Въпреки това издателите на много публични колекции ще публикуват известие за авторски права, обхващащо цялата публикация.:с. 11

#### Публикации на правителството на САЩ
Повечето текстове, илюстрации и снимки, публикувани от правителството на САЩ, са публично достояние и са без авторски права. Някои изключения могат да включват публикация, която включва защитени с авторски права материали, като неправителствена снимка. Но много издатели включват известие за авторските права върху възпроизведените държавни документи, като това в доклада на Уорън. Знаейки, че наказанието за подаване на фалшив иск за авторски права върху копирано правителствено издание е малко, някои издатели просто игнорират законите.

### Цифрови библиотеки

#### Изкуство и фотография
Издателите често поставят известия за авторски права и ограничения върху своите репродукции на произведения на изкуството и снимки в публично пространство. Въпреки това, няма авторски права за репродукция, било то чрез снимка или дори рисувана репродукция, тъй като няма оригинално творчество. Едно известно съдебно дело, което обяснява, че е Bridgeman Art Library срещу Corel Corp. през 1999 г .: „Умението, трудът или преценката само в процеса на копиране не могат да придадат оригиналност ...“
Мацоне използва и примера на Corbis, основан от Бил Гейтс, който е обединен с Getty Images, подобна компания за стокови снимки. Гети има над 200 милиона артикула за продажба, повечето от които са сканирани и дигитализирани, за да се продават и разпространяват онлайн. Неговата обширна колекция включва много изображения на двуизмерни произведения от обществено достояние. Други цифрови библиотеки, включително ARTstor и Art Resource, са заявили авторски права върху изображенията, които доставят, и са наложили ограничения за начина, по който изображенията могат да се използват.:с. 16

### Оригинални произведения на изкуството, ръкописи и архиви
Освен онлайн цифрови библиотеки, редица библиотеки, архиви и музеи, които съхраняват оригинални ръкописи, снимки и изобразително изкуство, твърдят, че притежават авторски права върху копия, които правят на тези предмети, тъй като притежават оригинала. Много от тези предмети обаче са създадени преди 20-и век и са станали част от публичното достояние. Един пример, който Мацоне дава, е този на Американското антикварно общество, което разполага с голям архив от ранни американски документи. Условията за получаване на копие от който и да е от тези документи изискват съгласие с лиценза им, заедно с плащането.:с. 16
Друго хранилище, в щата Ню Йорк Исторически Асоциацията е Музеят на изкуствата Фенимор в Ню Йорк, по същия начин изисква от потребителя на своя архив първо да се съгласи с правилата, преди да посети или възпроизвеждане на нещо от неговата колекция фотографии от деветнадесети и началото на двадесети век, повечето от които отдавна са станали част от публичното достояние.
Според Мацоне архивите и музеите обикновено твърдят, че притежават авторски права, когато такива не съществуват, и погрешно изискват потребителят да се съгласи с лиценза и условията си.:с. 17 Бившият президент на Обществото на американските архивисти, Питър Хъртъл, пише, че „много хранилища биха искали да поддържат един вид квази-авторско-подобен контрол върху по-нататъшното използване на материали в тяхното съхранение, сравним с монопола предоставени на собственик на авторски права." Мацоне, от една страна, намира тенденцията на фалшиви претенции за авторско право от публични институции, подкрепени от данъкоплатците, особено обезпокоителна: „Трябва да можем да очакваме в замяна, че произведенията от публичното достояние ще бъдат оставени в публичното пространство“. Въпреки че той кредитираБиблиотеката на Конгреса сред свиващия се списък с архиви, който правилно посочва дали дадено произведение е защитено с авторски права.:с. 18
В Музея на изящните изкуства, Бостън, например, включва в огромната колекция творби на много от деветнадесети век.:с. 17 Въпреки че са станали част от публичното достояние, музеят твърди, че притежава авторските права върху тях и следователно изисква посетителят да се съгласи с условията му, преди да получи копие на каквито и да било произведения, т.е.: „Изображенията не са прости репродукции на изобразените произведения и са защитени с авторски права ... Министерството на външните работи редовно предоставя изображения за възпроизвеждане и публикуване, например в научни трудове и учебници ... „
В Обединеното кралство остава стандартна практика за музеите и хранилищата да изискват права върху изображения на материали в своите колекции и да налагат такси за възпроизвеждане. През ноември 2017 г. 27 известни историци на изкуството, куратори на музеи и критици писаха пред вестник „The Times“, за да настоява, че „таксите, начислявани от националните музеи на Обединеното кралство за възпроизвеждане на изображения на исторически картини, гравюри и рисунки, са неоправдани и трябва да бъдат премахнати“. Те коментираха, че „Музете твърдят, че създават ново авторско право, когато правят вярно възпроизвеждане на 2D произведение на изкуството чрез фотографиране или сканиране, но е съмнително, че законът поддържа това“. Те твърдят, че таксите възпрепятстват разпространението на знания, самата цел на обществените музеи и галерии и така „представляват сериозна заплаха за историята на изкуството“. Затова те посъветваха националните музеи на Обединеното кралство „да последват примера на нарастващ брой международни музеи (като холандския Rijksmuseum) и осигуряват отворен достъп до изображения на публично притежавани, защитени от авторско право картини, отпечатъци и рисунки, така че те да бъдат безплатни за възпроизвеждане от обществеността.“

### Филми с обществено достояние
Собствениците на действителните физически копия на кадри от обществено достояние често налагат ограничения върху използването им заедно с начисляване на лицензионни такси. Резултатът е, че създателите на документални филми в много случаи са установили, че е почти невъзможно или да направят филм, или да отпаднат проекти изцяло. В един пример режисьорът Гордън Куин от Kartemquin Films в Чикаго научи, че публичните кадри на федералното правителство, които той иска да използва във филм, се считат за защитени с авторски права от режисьор, който след това иска плащане, за да го използва.:с. 18 По същия начин професорът от Станфорд Ян Кравиц трябваше да включи клип от публично достояние във филм с инструкции, но архивът, който разполагаше с филма, не прави разлика между защитени с авторски права произведения и произведения в публично достояние, като по този начин тя изисква да плати значителна такса.:с. 18
Според Мат Дън, който пише за този проблем в популярно търговско списание за създаване на филми, сега създателите на филми „изоставят проекти заради разходи или материали за самоцензура ... смисълът в общността на независимите режисьори е, че проблемът (с разрешението за разрешение) достигна кризисна точка.“ В резултат на това списание MovieMaker , друго търговско списание, предлага на продуцентите „никога да не приемат, че който и да е филмов клип е обществено достояние“. Мацоне описва тази нова „култура на лицензиране“ като превърнала се в норма, изградена на базата на страх от използване на каквато и да е предишна работа без разрешение.:с. 19 Тези такси за клиринг обикновено са основна част от бюджета на филма, което кара повече продуценти просто да изрязват кадри от филма, вместо да се занимават с получаване на разрешения. Девизът на бранша, според адвоката за развлечения Фернандо Рамирес, е „Когато се съмнявате, изключете го“

## Анализ
Мацоне обвинява както нарушителите, така и правителството:Самият закон за авторското право създава силни стимули за измами с копиране. Законът за авторското право не предвижда гражданско наказание за невярно заявяване на собственост върху материали в публично достояние. По закон също така няма средство за защита за лица, които погрешно се въздържат от законно копиране или които плащат за разрешение да копират нещо, което всъщност имат право да използват безплатно. Въпреки че невярно твърдение за авторско право е технически престъпление по закона, съдебното преследване е изключително рядко. Тези обстоятелства са довели до измама в неизказан мащаб, като милиони произведения в публичното достояние се считат за защитени с авторски права и безброй долари се изплащат всяка година в лицензионни такси, за да се правят безплатни копия. Copyfraud задушава валидните форми на възпроизвеждане и подкопава свободата на словото.
Той също така добавя, че „[C] opyfraud нарушава конституционното равновесие и подкопава ценностите на Първата поправка“, като смразява свободното изразяване и задушава творчеството.

## Съответни закони
В Закона за авторското право на САЩ само два раздела се занимават с неправилни твърдения за авторско право върху материали от обществено достояние: Раздел 506 (в) криминализира неправомерното използване на известия за авторски права, а Раздел 506 (д) наказва съзнателно невярно представяне на съществен факт в заявление за регистрация на авторски права. Раздел 512 (е) допълнително наказва използването на разпоредбите за безопасното пристанище на Закона за авторските права в цифровото хилядолетие за премахване на материали, за които издателят знае, че не нарушава.
Но Законът за авторското право на САЩ не предвижда изрично граждански искове за отстраняване на незаконни искове за нарушаване на авторски права върху материали в обществено достояние, нито Законът предвижда облекчение за лица, които са били повредени: или чрез въздържане от копиране, или чрез плащане на лиценз за публично ползване домейн материал.:с. 1030 Професор Питър Субер твърди, че правителството на САЩ трябва да „направи санкциите за фалшифициране (фалшиви претенции за авторски права) поне толкова строги, колкото санкциите за нарушение; тоест да вземе неправомерното намаляване на разпространението на идеи в най-малко толкова сериозно, колкото неправомерното увеличаване на циркулацията на идеи. „
В Австралия раздел 202 от австралийския Закон за авторското право от 1968 г. налага санкции за „неоснователни заплахи от съдебни производства“ и предоставя основание за иск за всякакви неверни твърдения за нарушаване на авторски права. Това включва неверни твърдения за притежание на авторски права върху материали от обществено достояние или претенции за налагане на ограничения за авторското право извън разрешените от закона.
Американският учен по право Paul J. Heald пише, че исканията за плащане за фалшиви нарушения на авторските права могат да бъдат противопоставени в граждански дела по редица теории на търговското право:
- Нарушаване на гаранцията за собственост;
- неоснователно обогатяване;
- измама;
- фалшива реклама.[24] Хилд цитира случай, при който първата от тези теории е била използвана успешно в контекста на авторските права: Музикална библиотека Тамс-Витмарк срещу Нова опера компания.[25]}}

Кори Доктороу, в статия от Boing Boing от 2014 г., отбелязва „широко разпространената практика за поставяне на ограничения върху сканираните копия на книги в публично достояние онлайн“ и многото „мощни субекти, които лобират онлайн услуги за снимка сега, задават въпроси по-късно подход за сваляне на авторски права, докато жертвите на измамата нямат мощен глас, който да се застъпва за тях.“ Професор Таня Асим Купър пише, че претенциите на Corbis за авторски права в дигиталните му репродукции на художествени изображения в публично достояние са „фалшиви ... злоупотреби ... ограничаване на достъпа до произведения на изкуството, които са публични, като се изисква заплащане на ненужни такси и задушаване на разпространението на нов, творчески израз, на „Прогрес“, който Конституцията гарантира.
Чарлз Айхер посочи разпространението на фалшифицираното копиране по отношение на Google Books, усилията на Creative Commons за „лицензиране“ на произведения в публично достояние и други области. Той обясни един от методите: След като сканирате книга с обществено достояние, „преформатирайте я като PDF, маркирайте я с дата на авторски права, регистрирайте я като нова книга с ISBN, след което я изпратете на Amazon.com за продажба (или) като електронна книга на Kindle. След като книгата е в списъка за продажба ... изпратете я на Google Books за включване в нейния индекс. Google печели малък откат при всяка продажба, насочена към Amazon или други продавачи на книги.

## Искове, твърдящи неправилни претенции за авторско право
- През 1984 г. Universal Studios съди Nintendo, за да попречи на Nintendo да спечели от аркадната си игра Donkey Kong, като твърди, че Donkey Kong е твърде подобен на King Kong на Universal. Адвокатите на Nintendo показаха, че Universal успешно е аргументирал през 1975 г. съдебно производство срещу RKO General, че Кинг Конг е публично достояние. Nintendo също спечели обжалването, насрещния иск и следващата жалба.[29][30][31]
- През 2006 г. Майкъл Крук подава фалшиви Закона за авторските права в цифровото хилядолетие (DMCA) искове срещу уебсайтове, иск за авторски права върху снимки на екрани на появата му на Фокс Нюз покаже Hannity & Colmes. В споразумение от март 2007 г. Крук се съгласи да оттегли исковете, „да вземе курс по авторско право и да се извини за намесата в правата на свобода на словото на своите цели“.[32][33]
- През 2009 г. адвокатите, представляващи Националната портретна галерия (NPG), уведомяват Дерик Кутзи, редактор / администратор на хранилището за мултимедийно съдържание с безплатно съдържание Wikimedia Commons, домакин на фондация Wikimedia, че 3300 изтеглени изображения на произведения на изкуството, в които се намира, нарушават авторските му права.[34]•
- През 2013 г. имението на Артур Конан Дойл беше обвинено в измама с копие от Лесли Клингер по съдебен процес в Илинойс, тъй като изисква от Клингер да заплати лицензионна такса за използването в неговата книга на персонажа Шерлок Холмс и други герои и произведения в произведенията на Конан Дойл, публикувани преди 1923 г. Върховният съд на САЩ се съгласява с Клингер, като решава, че тези знаци и елементи са в американското обществено достояние.[35][36]
- През 2013 г. Good Morning to You Productions, компания за документален филм, заведе дело срещу Warner / Chappell Music за фалшиви претенции за авторски права върху песента „Честит рожден ден на теб“.[37][38] През септември 2015 г. съдът одобри съкратено решение, постановяващо, че искането за авторско право на Warner / Chappell е невалидно и че песента е обществено достояние, с изключение на специфичните пиано аранжименти на Warner / Chappell за песента.[39][40]
- През 2015 г. Lenz срещу Universal Music Corp. потвърди холдинг, според който собствениците на авторски права трябва да обмислят добросъвестно използване добросъвестно, преди да издадат известие за сваляне на съдържание, публикувано в интернет.[41][42] Boing Boing счита, че подобни употреби на DMCA са „фалшиви жалби“ вид копиране. Неправилните искове за авторски права по отношение на произведения, използвани под безплатен лиценз, като този на германския колекционер на роялти GEMA през 2011 г., са наречени copyfraud.[43][44]
- През 2016 г. фотографът Карол М. Хайзмит съди две организации за фотография, Гети Имиджис и Алами, за 1,35 млрд. Долара за опитите им да отстояват авторски права и да начисляват такси за използването на 18 755 от нейните изображения, които тя освобождава без възнаграждение. Гети ѝ бе изпратила сметка за едно от изображенията, което тя използва на собствения си уебсайт.[45][46] През ноември 2016 г. съдът отхвърли исковата молба по отношение на федералните искове за авторски права, а останалите въпроси бяха уредени извънсъдебно.[47]
- През 2016 г. бяха заведени дела от същия юридически екип, който заведе съдебния иск „Честит рожден ден“ през 2013 г., като се твърди, че има неверни твърдения за авторски права по отношение на песните „Ще преодолеем“ и „Тази земя е твоята земя“.[48]
- SCO Group, Inc. срещу Novell, Inc.
- Online Policy Group срещу Diebold, Inc. (случайна невярно представяне, свързан със сваляне на DMCA)
- През 2019 г. YouTube заведе дело срещу лице, което според тях злоупотребява със сваляне на DMCA, за да изнудва пари от други потребители на уебсайта.[49]

## Друго забележително използване и признаване на неправилни искове за нарушаване на авторски права
- През 2015 г. Американското антикварно общество, по-рано критикувано за претендиране на права на собственост върху своите колекционни материали в публичното пространство, актуализира своя уебсайт, за да отразява политиката за правата и възпроизвеждането, която не претендира за авторски права. AAS позволява на потребителите да „свободно изтеглят и използват някое от изображенията в своята онлайн база данни с изображения и не се изисква потребител да цитира библиотеката като източник. Освен това AAS вече позволява неограничена фотография в своята читалня.[3]:с. 1053[50]
- През 2015 г. двама души получиха 3D сканиране на прочутия бюст на Нефертити, показан в музея Нойес в Берлин. Те пуснаха данните в интернет, позволявайки на обществеността да копира бюста. Целта им беше да се противопоставят на „култура на свръхвладение“ и „строгите ограничения“, които музеите често поставят, за да споделят с обществеността информационните данни относно своята колекция ... Дори когато техните дела нямат правна подкрепа, музеите и правителствата могат да опитат да използват авторско право или договорно право, за да ограничат достъпа до културни материали, да заявят, че притежават всички данни и изображения направо, или да използват технология за управление на цифрови права, за да заключат изцяло данните си. Резултатът е „copyfraud“.[2]
- През 2015 г. компания, наречена Rumblefish, погрешно претендира за авторски права върху видеоклип в YouTube на публичната песен America the Beautiful, изпълнена от американската военноморска група, чиито изпълнения са обществено достояние. След като искането му беше оспорено от лицето, което го качи, Adafruit Industries, Rumblefish оттегли иска. През 2019 г. същото видео отново беше ударено с фалшив иск за нарушаване на авторски права, този път от The Orchard .[51][52]
- През 2015 г. Ашли Мадисън публикува многобройни известия по Закона за авторските права в цифровото хилядолетие, за да се опита да попречи на журналисти и други да използват информация от обществено достояние. Sony направи същото през 2014 г.[53]
- През 2017 г. Португалия прие изменения в своите закони за заобикаляне, което прави незаконно налагането на управление на цифрови права, за да ограничи използването на произведения, които вече са били обществено достояние.[54]
- През 2019 г. Visual China Group, най-големият доставчик на стокова фотография в Китай, затвори уебсайта си след оплаквания, че е фалшиво заявил авторски права върху изображения като изображението на черната дупка, направено от телескопа Event Horizon, китайското национално знаме и различни корпоративни лого, като този на Baidu .[55]